# Hoa hậu Thế giới Nhật Bản
Hoa hậu Thế giới Nhật Bản (ミス・ワールド・ジャパン) là một cuộc thi sắc đẹp cấp quốc gia ở Nhật Bản.

## Lịch sử
Cuộc thi Hoa hậu Thế giới Nhật Bản do nhà tổ chức Hoa hậu Thế giới cấp quốc gia khởi động từ năm 2013 tại Tokyo, Nhật Bản. Người đăng quang ngôi vị Hoa hậu Thế giới Nhật Bản (MWJ) sẽ đại diện cho quốc gia tham dự cuộc thi Hoa hậu Thế giới. Đôi khi người đoạt vương miện hoa hậu không đủ tiêu chuẩn tham dự cuộc thi (vì lý do tuổi tác), thì một Á hậu sẽ được cử đi.

## Danh sách các Hoa hậu Thế giới Nhật Bản
Tông màu
- Đăng quang ngôi vị Hoa hậu
- Dừng chân ở vị trí Á hậu
- Dừng chân ở nhóm những người lọt vào vòng chung kết hoặc bán kết

| Năm  | Hoa hậu Thế giới Nhật Bản | Tên tiếng Nhật  | Đại diện cho | Vị trí          | Giải thưởng đặc biệt                                                           |
| 2018 | Kanako Date               | 伊達佳内子      | Tokyo        | Top 30          | Hoa hậu Tài năng Giải Hoa hậu Người mẫu (Top 32) Giải Hoa hậu Nhân ái (Top 25) |
| 2017 | Haruka Yamashita          | 山下晴加        | Tokyo        | Top 15          | Giải Hoa hậu Tài năng (Top 20)                                                 |
| 2016 | Priyanka Yoshikawa ()     | 吉川 プリアンカ | Tokyo        | Top 20          |                                                                                |
| 2015 | Chika Nakagawa ()         | 中川 知香       | Niigata      | Không đoạt giải | Giải Hoa hậu Người mẫu (Top 30)                                                |
| 2014 | Hikaru Kawai ()           | 河合 ひかる     | Sendai       | Không đoạt giải | Giải Sự lựa chọn của Công chúng (Top 20)                                       |
| 2013 | Michiko Tanaka ()         | 田中 道子       | Shizuoka     | Không đoạt giải | Giải Hoa hậu Bãi biển (Top 33)                                                 |

## 1956 - 2012
| Năm  | Hoa hậu Thế giới Nhật Bản | Vị trí          | Giải thưởng đặc biệt           |
| 2012 | Nozomi Igarashi           | Không đoạt giải |                                |
| 2011 | Midori Tanaka             | Top 31          |                                |
| 2010 | Hiroko Matsunaga          | Không đoạt giải |                                |
| 2009 | Eruza Sasaki              | Top 16          |                                |
| 2008 | Mizuki Kubodera           | Không đoạt giải |                                |
| 2007 | Rui Watanabe              | Không đoạt giải |                                |
| 2006 | Kazuha Kondo              | Không đoạt giải | Top 24 - Giải Hoa hậu Thể thao |
| 2005 | Erina Shinohara           | Không đoạt giải |                                |
| 2004 | Minako Goto               | Không đoạt giải |                                |
| 2003 | Kaoru Nishide             | Không đoạt giải |                                |
| 2002 | Yuko Nabeta               | Không đoạt giải |                                |
| 2001 | Yuka Hamano               | Không đoạt giải |                                |
| 2000 | Mariko Sugai              | Không đoạt giải |                                |
| 1999 | Aya Mitsubori             | Không đoạt giải |                                |
| 1998 | Rie Mochizuki             | Không đoạt giải |                                |
| 1997 | Shinobu Saraie            | Không đoạt giải |                                |
| 1996 | Miyuki Fujii              | Không đoạt giải |                                |
| 1995 | Mari Kubo                 | Không đoạt giải |                                |
| 1994 | Shinobu Sushida           | Không đoạt giải |                                |
| 1993 | Yoko Miyasaka             | Không đoạt giải |                                |
| 1992 | Kaoru Kikuchi             | Không đoạt giải |                                |
| 1991 | Junko Tsuda               | Không đoạt giải |                                |
| 1990 | Tomoko Iwasaki            | Không đoạt giải |                                |
| 1989 | Kaori Muto                | Không đoạt giải |                                |
| 1988 | Kazumi Sakikubo           | Không đoạt giải |                                |
| 1987 | Keiko Unno                | Không đoạt giải |                                |
| 1986 | Mutsumi Sugimura          | Không đoạt giải |                                |
| 1985 | Haruko Sugimoto           | Không đoạt giải |                                |
| 1984 | Ayako Ohsone              | Không đoạt giải |                                |
| 1983 | Mie Nakahara              | Không đoạt giải |                                |
| 1982 | Mutsuko Kikuchi           | Không đoạt giải |                                |
| 1981 | Naomi Kishi               | Top 15          | Nữ hoàng châu Á                |
| 1980 | Kanako Ito                | Không đoạt giải |                                |
| 1979 | Motomi Hibino             | Không đoạt giải |                                |
| 1978 | Yuko Yamaguchi            | Không đoạt giải |                                |
| 1977 | Chizuru Shigemura         | Không đoạt giải |                                |
| 1976 | Noriko Asakuno            | Không đoạt giải |                                |
| 1975 | Chiharu Fujiwara          | Không đoạt giải |                                |
| 1974 | Chikako Shima             | Top 7           |                                |
| 1973 | Keiko Matsunaga           | Không đoạt giải |                                |
| 1972 | Akiko Kajitani            | Không đoạt giải |                                |
| 1971 | Emiko Ikeda               | Không đoạt giải |                                |
| 1970 | Hisayo Nakamura           | Không đoạt giải |                                |
| 1969 | Emiko Karashima           | Không đoạt giải |                                |
| 1968 | Ryoko Miyoshi             | Không đoạt giải |                                |
| 1967 | Chikako Sotoyama          | Không đoạt giải |                                |
| 1966 | Harumi Kobayashi          | Không đoạt giải |                                |
| 1965 | Yuko Oguchi               | Top 16          |                                |
| 1964 | Yoshiko Nakatani          | Không đoạt giải |                                |
| 1963 | Miyako Harada             | Không đoạt giải |                                |
| 1962 | Teruko Ikeda              | Á hậu 4         |                                |
| 1961 | Chie Murakami             | Top 15          |                                |
| 1960 | Eiko Sakimurai            | Top 15          |                                |
| 1959 | Chieko Ichinose           | Không đoạt giải |                                |
| 1958 | Hisako Okuse              | Không đoạt giải |                                |
| 1957 | Muneko Yorifuji           | Á hậu 4         |                                |
| 1956 | Midoriko Tokura           | Á hậu 3         |                                |